# Diego libre dans sa tête
Singles de France Gall
Résiste
(1981) Débranche !
(1984)
Pistes de Tout pour la musique
Vahiné
(7) Ceux qui aiment
(9)
Diego libre dans sa tête est une chanson écrite par Michel Berger et interprétée en 1981 par France Gall, sur son album studio Tout pour la musique. 
Michel Berger l'enregistre à son tour  sur son album Voyou en 1983.
Johnny Hallyday, en 1990, à l'occasion de son spectacle à Bercy, reprend Diego. Diffusé en 1991 en single extrait de l'album Dans la chaleur de Bercy, le titre est une nouvelle fois un succès. Régulièrement repris à la scène, Diego devient un classique de son répertoire.
Véronique Sanson sur son album hommage à Michel Berger D'un papillon à une étoile, la reprend également en 1999.

## La chanson

### Genèse
La chanson est composée par Michel Berger, elle dénonce la répression dans les dictatures d'Amérique latine.

### Interprétation par France Gall à la télévision
France Gall, en juin 1984, accompagnée à la guitare par Kamil Rustam, chante Diego libre dans sa tête à la télévision, au cours de l'émission Champs-Élysées, en présence d'un ancien prisonnier politique, le pianiste argentin Miguel Ángel Estrella,.

### Analyse des paroles
La chanson dénonce la répression exercée par les dictatures d'Amérique latine. Diego étant un opposant emprisonné « pour quelques mots qu'il pensait si fort ». La chanson met cette injustice en perspective avec la situation du narrateur qui « danse [sa] vie, qui chante et qui rit ».

### Réception
Pistes de Voyou
Squatter
(7)
Singles de Johnny Hallyday
Je ne suis pas un héros
(1990) Ça ne change pas un homme
(1991)
Pistes de D'un papillon à une étoile
L'un sans l'autre
(6) Les Princes des villes
(8)

## Reprises
- Michel Berger enregistre sa propre version de Diego libre dans sa tête, en 1983, sur l'album Voyou.

- En 1990, Johnny Hallyday reprend la chanson à l'occasion de son spectacle Dans la chaleur de Bercy[4]. Diffusée en single au printemps 1991, la chanson est un succès et est alors régulièrement reprise sur scène par le chanteur[5]. Un clip est d'ailleurs réalisé en 1991, puis un second en 2019 à l'occasion de la présence du titre dans Johnny disque compilant d'anciens enregistrements réorchestrés en versions symphoniques.

- En 1999, Véronique Sanson enregistre sa version de Diego libre dans sa tête sur l'album hommage D'un papillon à une étoile où elle reprend treize chansons de Michel Berger.

- En 2002, lors de la deuxième saison de la Star Academy, Georges-Alain Jones chante la chanson sur l'album de reprises Star Academy chante Michel Berger.

- Jenifer, en 2013, sur l'album Ma déclaration, reprend la chanson en duo avec Chjami Aghjalesi.

- En 2017, sur le plateau de l'émission de télévision Touche pas à mon poste !, Michael Gregorio reprend la chanson, en hommage à Johnny Hallyday, lors de l'émission exceptionnelle C'est que du Johnny[6].

- En 2024, David Hallyday propose sa version de Diego sur son album Requiem pour un fou.

## Discographie
France Gall
- 1981 : Tout pour la musique
- 1982 : France Gall / Palais des sports
- 1985 : France Gall au Zénith
- 1997 : Concert public Olympia / Concert acoustique M6
- 2005 : Pleyel (album live - enregistré en 1994)

Michel Berger
- 1983 : Voyou
- 1986 : Michel Berger au Zénith

Johnny Hallyday
- 1991 : Dans la chaleur de Bercy (album live)[7]
- 1991 : Diego libre dans sa tête (CD single et 45 tours, version live enregistrée à Bercy)[8]
- 1991 : Johnny Hallyday Fête de l'Huma 18 septembre 1991 (sortie posthume en 2024)
- 1993 : Bercy 92
- 1996 : Lorada Tour
- 1998 : Stade de France 98 Johnny allume le feu
- 2000 : Olympia 2000[9]
- 2003 : Parc des Princes 2003
- 2003 : Hallyday Bercy 2003 (album live resté inédit jusqu'en 2020)[10]
- 2009 : Tour 66 : Stade de France 2009[11]
- 2013 : On Stage[12]
- 2013 : Born Rocker Tour[12]
- 2014 : Live au Beacon Theatre de New-York 2014 (album live resté inédit jusqu'en 2020)[13]

Véronique Sanson
- 1999 : D'un papillon à une étoile (album)
- 2000 : Avec vous (album live)

Star Academy 2 (Georges Alain Jones)
- 2002 :  Star Academy chante Michel Berger (album)

Jenifer
- 2013 : Ma déclaration (album)

## Classements

### Version de France Gall
| Classement (2018) | Meilleure place |
| ----------------- | --------------- |
| France (SNEP)     | 29              |

### Version de Michel Berger
| Classement (2018) | Meilleure place |
| ----------------- | --------------- |
| France (SNEP)     | 164             |

### Version de Johnny Hallyday
Le single reste classé dans le Top 50 durant seize semaines consécutives en 1991 et s'écoule à plus de 75 000 exemplaires.
| Classement (1991)         | Meilleure place |
| ------------------------- | --------------- |
| Europe (European Hot 100) | 56              |
| France (SNEP)             | 10              |

| Classement (2017)            | Meilleure place |
| ---------------------------- | --------------- |
| France (SNEP)                | 60              |
| Suisse (Schweizer Hitparade) | 58              |

| Classement (2019)            | Meilleure place |
| ---------------------------- | --------------- |
| France (SNEP Téléchargement) | 3               |